# Joel Bregonis
Joel Iván Bregonis Mundo (n. Montevideo, Uruguay; 23 de enero de 1996) es un futbolista uruguayo que juega como defensa central.

## Trayectoria
Se formó futbolísticamente en el Club Nacional de Football, pero en el 2014, cambió de representante y le propuso al club un contrato, no llegaron a un acuerdo y quedó libre en septiembre.
Luego de salir de Nacional, viajó a Brasil y se unió al Andraus, de la tercera división.
El 26 de noviembre, fichó por el Sport Club Internacional, fue anunciado como el primer refuerzo del club para el 2015, pero para jugar con la Sub-20 en principio.
Luego de jugar en las juveniles de Internacional, regresó a Uruguay, se integró a la Tercera División de Defensor Sporting.

## Selección nacional
Defendió a Uruguay en las categorías sub-15, sub-17 y sub-20.
En el 2014, Joel fue parte del proceso de la Selección Sub-20 de Uruguay conducida por Fabián Coito.
Debutó con la Celeste el 15 de abril ante Chile en el Domingo Burgueño de Maldonado, ingresó al minuto 75 por Mauricio Lemos y ganaron 3 a 0.

### Participaciones en Juveniles
| Competición                            | Sede                   | Resultado        | Partidos | Goles |
| -------------------------------------- | ---------------------- | ---------------- | -------- | ----- |
| Campeonato Sudamericano Sub-15 de 2011 | Uruguay                | Cuarto puesto    | 7        | 0     |
| Campeonato Sudamericano Sub-17 de 2013 | Argentina              | Cuarto puesto    | 6        | 0     |
| Copa Mundial de Fútbol Sub-17 de 2013  | Emiratos Árabes Unidos | Cuartos de final | 5        | 1     |

| Detalle de partidos con la Sub-20 | Detalle de partidos con la Sub-20 | Detalle de partidos con la Sub-20 | Detalle de partidos con la Sub-20 | Detalle de partidos con la Sub-20 | Detalle de partidos con la Sub-20 | Detalle de partidos con la Sub-20 | Detalle de partidos con la Sub-20 | Detalle de partidos con la Sub-20 | Detalle de partidos con la Sub-20 |
| N°                                | Rival                             | Resultado                         | Fecha                             | Lugar                             | Competencia                       | Goles                             | Asistencias                       | Ref.                              |                                   |
| --------------------------------- | --------------------------------- | --------------------------------- | --------------------------------- | --------------------------------- | --------------------------------- | --------------------------------- | --------------------------------- | --------------------------------- | --------------------------------- |
| 1                                 | Chile                             | 3:0 (1:0)                         | 15 de abril de 2014               | Maldonado · Uruguay               | Amistoso                          | -                                 | -                                 | 1                                 |                                   |
| 3                                 | Paraguay                          | 1:0 (1:0)                         | 20 de mayo de 2014                | Montevideo · Uruguay              | Amistoso                          | -                                 | -                                 | 3                                 |                                   |